# Немања Зеленовић
Немања Зеленовић (Книн, 27. фебруар 1990) је српски рукометаш. Игра на позицији десног бека.

## Каријера
Каријеру је почео у екипи Црвене звезде за коју је играо до 2011. године када прелази у Цеље. У словеначком клубу је провео наредне три сезоне и освајио једно национално првенство и три купа. За сезону 2014/15. се сели у Вислу из Плоцка. Од 2015. је заиграо за немачки Магдебург у чијем је дресу 2016. године освојио Куп Немачке. Од 2018. године игра за немачки Гепинген.
Са сениорском репрезентацијом Србије је играо на три Европска првенства – 2014, 2016. и 2018. године као и на два Светска првенства – 2013. и 2019. године.

## Трофеји

### Цеље
- Првенство Словеније (1) : 2013/14.
- Куп Словеније (3) : 2011/12, 2012/13, 2013/14.

### Магдебург
- Куп Немачке (1) : 2015/16.